# Amauri Knevitz
Amauri Knevitz (Porto Alegre, 8 de abril de 1959) é um treinador de futebol brasileiro. Atualmente, treina o Comercial de Ribeirão Preto.
Antes, Knevitz estava no Ituiutaba em 2009 e fazia ótima campanha pelo Campeonato Mineiro, mas foi demitido no dia 22 de fevereiro. O presidente do Clube, Rone Morais, atribuiu a surpreendente demissão a "uma situação interna". Knevitz deixou o Boa Esporte (antigo Ituiutaba) na terceira posição do Mineirão, com 4 vitórias, um empate e uma derrota.
A maior conquista da carreira de Knevitz veio em 2007, quando guiou o Paranavaí à histórica conquista do primeiro Campeonato Paranaense do clube.

## Títulos
Malutrom
- Módulos Verde e Branco da Copa João Havelange: 2000

Paranavaí
- Campeonato Paranaense: 2007